# Schutschkowo
Schutschkowo (russisch Жучково, deutsch Szuskehmen, 1936–1938 Schuskehmen, 1938–1945 Angerhöh) ist ein Ort in der russischen Oblast Kaliningrad. Er gehört zur kommunalen Selbstverwaltungseinheit Munizipalkreis Osjorsk im Rajon Osjorsk.

## Geographische Lage
Schutschkowo liegt am Ostufer der Wika (Wiek) und wird von einer Nebenstraße, die von Majakowskoje (Nemmersdorf) nach Rjasanskoje (Hallwischken/Hallweg) führt, durchzogen. Die nächste Bahnstation befindet sich in der 20 Kilometer entfernten Stadt Gussew (Gumbinnen) an der Bahnstrecke Kaliningrad–Tschernyschewskoje (Königsberg–Eydtkuhnen/Eydtkau) und weiter nach Litauen (früheres Teilstück der Preußischen Ostbahn).

## Geschichte
Das frühere Szuskehmen wurde am 18. März 1874 Sitz und namensgebender Ort eines zehn Landgemeinden umfassenden Amtsbezirks und blieb es bis 1945. Er gehörte zum Landkreis Gumbinnen (Gussew) im Regierungsbezirk Gumbinnen der preußischen Provinz Ostpreußen.
Im Jahre 1910 waren in Szuskehmen 431 Einwohner registriert. Ihre Zahl sank bis 1933 auf 396 und betrug 1939 noch 347.
Am 1. Oktober 1932 wurde die Landgemeinde Datzkehmen (1938–1946 Lorenzfelde, seit 1946: Maloje Rjaschskoje), bisher zum Amtsbezirk Kieselkehmen (1938–1946 Kieselkeim, seit 1946: Konstantinowka) gehörig, in die Landgemeinde und den Amtsbezirk Szuskehmen eingegliedert.
Im Jahre 1936 wurde die Schreibweise von Szuskehmen offiziell in „Schuskehmen“ verändert, am 3. Juli 1938 (amtlich bestätigt am 16. Juli 1938) erhielt der Ort aus politisch-ideologischen Gründen den neuen Namen „Angerhöh“.
Infolge des Zweiten Weltkrieges kam der Ort unter sowjetische Administration. Im Jahr 1947 erhielt er den russischen Namen Schutschkowo und konnte damit seinen Namen – als einer der wenigen Orte in Nord-Ostpreußen – in slawisierter Form beibehalten. Gleichzeitig wurde er dem Dorfsowjet Bagrationowski selski Sowet im Rajon Osjorsk zugeordnet. Von 2008 bis 2014 gehörte Schutschkowo zur Landgemeinde Gawrilowskoje selskoje posselenije, von 2015 bis 2020 zum Stadtkreis Osjorsk und seither zum Munizipalkreis Osjorsk.

### Amtsbezirk Szuskehmen/Angerhöh
Zwischen 1874 und 1945 war Szuskehmen Amtsdorf des gleichnamigen Amtsbezirks im Landkreis Gumbinnen, in den zehn Gemeinden integriert waren:
| Name (bis 1938)                       | Name (1938–1946) | Name (seit 1946)            |
| ------------------------------------- | ---------------- | --------------------------- |
| Balberdszen seit 1936: Balberschen    | Balbern          | --                          |
| Budweitschen                          | Forsteck         | Konopljowo                  |
| Eszerischken seit 1936: Escherischken | Telchhof         | Ladygino                    |
| Jäckstein                             | Jäckstein        | --                          |
| Meschkeningken                        | Bärenhagen       | --                          |
| Norgallen                             | Wiekmünde        | Proletarski, dann: Russkoje |
| Rahnen                                | Rahnen           | --                          |
| Szublauken seit 1936: Schublauken     | Schublau         | Luschki                     |
| Szuskehmen seit 1936: Schuskehmen     | Angerhöh         | Schutschkowo                |
| Tutteln                               | Tutteln          | Sytschjowo                  |

1936 wurde der Name des Amtsbezirks in „Schuskehmen“ verändert und 1939 in „Amtsbezirk Angerhöh“ umbenannt. Zu ihm gehörten 1945 noch die neun Gemeinden Angerhöh, Bärenhagen, Balbern, Forsteck, Jäckstein, Rahnen, Schublau, Tutteln und Wiekmünde.

## Kirche
Eine Beziehung zu dem 20 Kilometer entfernten Gawaiten bestand schon in den ersten Jahrzehnten nach der Reformation: damals war Szuskehmen mit seiner fast ausnahmslos evangelischen Bevölkerung in das Kirchspiel Gawaiten einbezogen. Erst später wurde das Kirchspiel der Kirche Nemmersdorf (seit 1946: Majakowskoje) gegründet und Szuskehmen bis 1945 eingepfarrt. Der Pfarrsprengel Nemmersdorf war Teil des Kirchenkreises Gumbinnen (seit 1946: Gussew) in der Kirchenprovinz Ostpreußen der Kirche der Altpreußischen Union. Letzter deutscher Geistlicher war Pfarrer Hans Puschke.
War während der Sowjetzeit alles kirchliche Leben untersagt, so bildeten sich in den 1990er Jahren in der Oblast Kaliningrad zahlreiche neue evangelische Gemeinden. Die Schutschkowo am nächsten liegende ist Dubrawa (Buylien, 1938–1946 Schulzenwalde). Sie ist in die neugegründete Propstei Kaliningrad der Evangelisch-Lutherischen Kirche Europäisches Russland (ELKER) eingegliedert und wird von den Pfarrern der Salzburger Kirche in Gussew (Gumbinnen) betreut.